# Casimir Lefaucheux

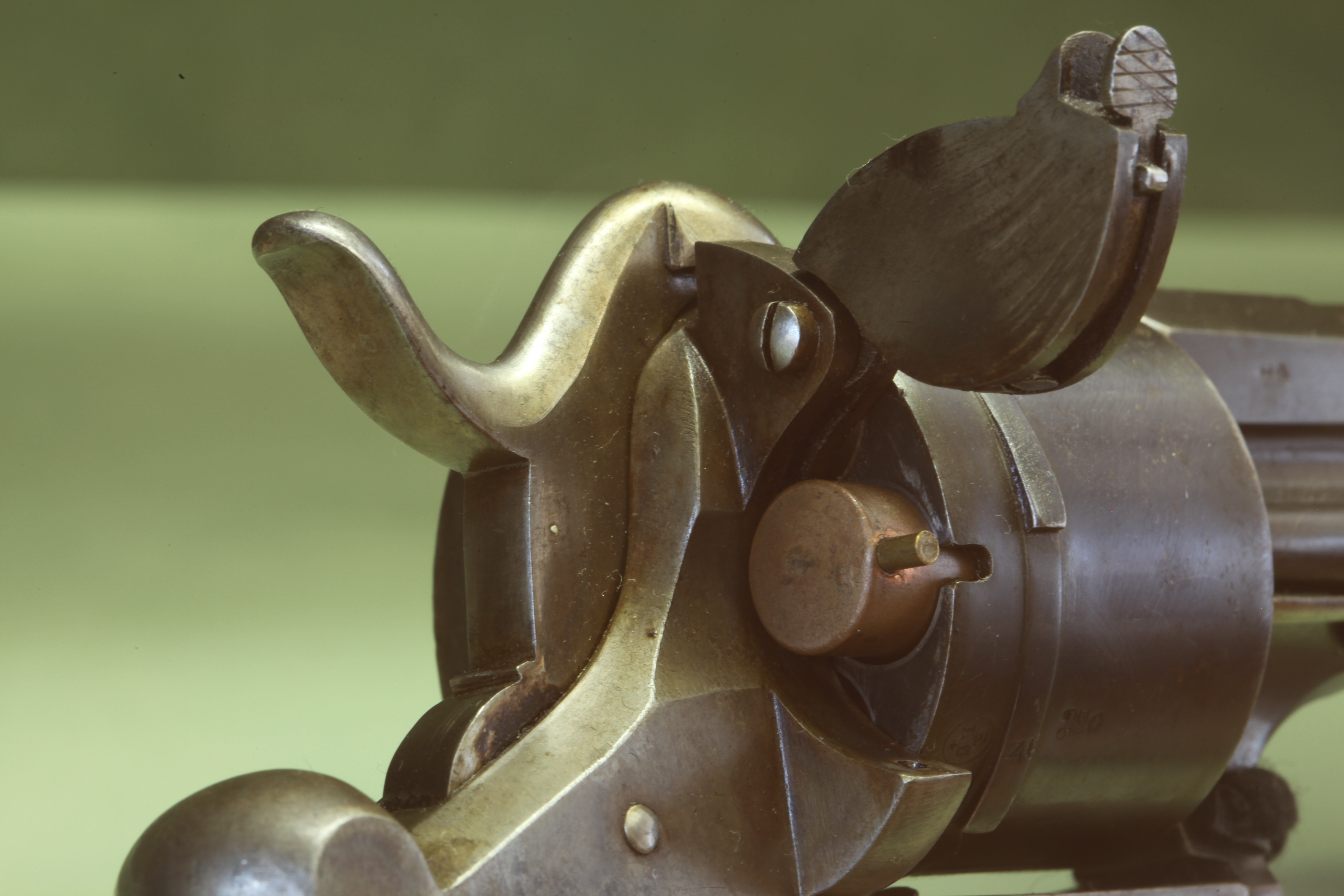
Vista de la portilla de recarrega d'un revòlver M1858, amb un cartutx d'espiga parcialment introduït.

Casimir Lefaucheux va ser un dissenyador i fabricant d'armes francès. Va néixer en Bonnétable el 26 de gener de 1802 i va morir a París el 9 d'agost de 1852. Seguint els treballs que va realitzar Jean Samuel Pauly entre 1808 i 1812, Casimir Lefaucheux va inventar un dels primers sistemes de cartutx el 1836, incorporant una espiga com iniciador. Per aquesta raó l'hi coneix com a cartutx Lefaucheux o també com a cartutx d'espiga. Lefaucheux, d'aquesta manera, va proposar una de les primeres armes de retrocarga realment pràctiques. El 1846, el sistema Lefaucheux va ser millorat per Benjamin Houllier, qui va introduir un cartutx enterament de llautó.
El 1858, el revòlver Lefaucheux Model 1858 va ser el primer revòlver de cartutx metàl·lic adoptat per un govern nacional.